# 平行線蜑螺
平行線蜑螺（学名：Neritina parallela）为蜑螺科河蜑螺屬下的一个种。